# Álvaro Fernández (futbolista uruguayo)
Álvaro Fernández (Agraciada, Uruguay; 11 de octubre de 1985) es un exfutbolista uruguayo que jugaba de mediocampista.

## Carrera
Comenzó su carrera futbolística en el club Uruguay Montevideo, de Segunda División, más tarde pese a haber interés de Miramar Misiones, fue transferido a Club Atlético Atenas de la Segunda División Profesional de Uruguay. Luego pasó al Montevideo Wanderers Fútbol Club lo que le permitió dar el paso al fútbol internacional. Luego de jugar una temporada en el Puebla Fútbol Club con un paso discreto, pasó al Club Nacional de Football donde tuvo una destacada actuación metiendo goles importantes tanto en el torneo doméstico como en la Copa Libertadores. Luego fue transferido a préstamo al Vitória Setúbal por un año, aunque tras algunos meses volvería a Sudamérica para jugar en la Universidad de Chile. En junio de 2010, luego de que la U de Chile no contara más con sus servicios, vuelve a Uruguay (Nacional lo había cedido a préstamo) y viaja a Sudáfrica con la selección de su país. Después se enroló en el Seattle Sounders. Tras un exitoso pasaje por la Major League Soccer estadounidense y el club Al-Rayyan de la Liga de Catar, retorna en 2013 al Club Nacional de Football en 2013. Luego de un breve pasaje por el Club Nacional de Football retorna al Chicago Fire de la Major League Soccer estadounidense en 2014. El 22 de enero de 2014 firma por seis meses de contrato con el Club de Gimnasia y Esgrima La Plata, para más tarde, en julio, renovar con el Club por 18 meses más.

## Selección nacional
Álvaro Fernández participó en 11 partidos de la Selección (6 por la eliminatoria para Sudáfrica'10, 4 partidos por el mundial de Sudáfrica y 1 amistoso). En los 11 partidos oficiales obtuvo 4 victorias, 4 empates y 2 derrotas.
En el Mundial de Sudáfrica 2010, el único partido que jugó de titular fue contra Ghana, por los cuartos de final, partido ganado por los uruguayos en los penales.
Ingresó desde el banco de suplentes en 8 oportunidades y empezó como titular en las 3 restantes. En total ha completado 367' (33' de promedio por partido).
El 27 de julio de 2010 fue reservado para jugar un partido amistoso contra Angola en Lisboa.
El 12 de mayo de 2014 el entrenador de la Selección Uruguaya, Óscar Washington Tabárez, incluyó a Fernández en la lista provisional de 28 jugadores con los que inició la preparación para el Copa Mundial de Fútbol de 2014.
Anunció su retiro en febrero de 2024.

### Detalles de sus participaciones
|    | Rival         | Res.      | Fecha              | Lugar                       | Motivo                                                            | Entrenador               | Equipo               | Observaciones                                                                        |
| -- | ------------- | --------- | ------------------ | --------------------------- | ----------------------------------------------------------------- | ------------------------ | -------------------- | ------------------------------------------------------------------------------------ |
| 1  | Chile         | 0-0       | 01/04/09           | Santiago de Chile           | Eliminatoria C. del Mundo (12.ª fecha)                            | Óscar Washington Tabárez | Nacional             | Ingresó a los 40' por Diego Pérez.                                                   |
| 2  | Brasil        | 0-4       | 6 de junio de 2009 | Montevideo, Uruguay         | Eliminatoria C. del Mundo (13.ª fecha)                            | Óscar Washington Tabárez | Nacional             | Ingresó a los 65' por Álvaro Pereira.                                                |
| 3  | Venezuela     | 2-2       | 10/06/09           | Puerto Ordaz, Venezuela     | Eliminatoria C. del Mundo (14.ª fecha)                            | Óscar Washington Tabárez | Nacional             | Sustituido para el segundo tiempo por Cristian Rodríguez.                            |
| 4  | Argelia       | 0-1       | 12/08/09           | Argel, Argelia              | Amistoso                                                          | Óscar Washington Tabárez | Nacional             | Ingresó para el segundo tiempo por Sebastián Eguren.                                 |
| 5  | Perú          | 0-1       | 05/09/09           | Lima, Perú                  | Eliminatoria C. del Mundo (15.ª fecha)                            | Óscar Washington Tabárez | Vitoria Setúbal      | Ingresó a los 60' por Sebastián Eguren.                                              |
| 6  | Costa Rica    | 1-0       | 14/11/09           | San José, Costa Rica        | Repesca intercontinental para la C. del Mundo. Partido de ida.    | Óscar Washington Tabárez | Vitoria Setúbal      |                                                                                      |
| 7  | Costa Rica    | 1-1       | 18/11/09           | Montevideo, Uruguay         | Repesca intercontinental para la C. del Mundo. Partido de vuelta. | Óscar Washington Tabárez | Vitoria Setúbal      | Ingresó a los 84' por Nicolás Lodeiro. Uruguay clasificado al Mundial Sudáfrica 2010 |
| 8  | Sudáfrica     | 3-0       | 16/06/10           | Pretoria, Sudáfrica         | Copa Mundial de Fútbol de 2010                                    | Óscar Washington Tabárez | Universidad de Chile |                                                                                      |
| 9  | México        | 1-0       | 22/06/10           | Rustenburg, Sudáfrica       | Copa Mundial de Fútbol de 2010                                    | Óscar Washington Tabárez | Universidad de Chile |                                                                                      |
| 10 | Corea del Sur | 2-1       | 26/06/10           | Puerto Elizabeth, Sudáfrica | Copa Mundial de Fútbol de 2010                                    | Óscar Washington Tabárez | Universidad de Chile |                                                                                      |
| 11 | Ghana         | 1-1 (4-2) | 02/07/10           | Johannesburgo, Sudáfrica    | Copa Mundial de Fútbol de 2010                                    | Óscar Washington Tabárez | Universidad de Chile |                                                                                      |

### Participaciones en Copas del Mundo
| Mundial                        | Sede      | Resultado    | Partidos | Goles |
| ------------------------------ | --------- | ------------ | -------- | ----- |
| Copa Mundial de Fútbol de 2010 | Sudáfrica | Cuarto lugar | 4        | 0     |

## Clubes
| Club                                | País           | Año         |
| ----------------------------------- | -------------- | ----------- |
| Uruguay Montevideo                  | Uruguay        | 2005        |
| Atenas de San Carlos                | Uruguay        | 2006        |
| Montevideo Wanderers                | Uruguay.       | 2007        |
| Puebla                              | México         | 2008        |
| Nacional                            | Uruguay        | 2009        |
| Vitória Setúbal                     | Portugal       | 2009        |
| Universidad de Chile (cedido)       | Chile          | 2010        |
| Seattle Sounders                    | Estados Unidos | 2010 - 2012 |
| Chicago Fire                        | Estados Unidos | 2012 -      |
| Al-Rayyan (cedido)                  | Catar          | 2013        |
| Nacional (cedido)                   | Uruguay        | 2013        |
| Chicago Fire                        | Estados Unidos | 2013 - 2014 |
| Club de Gimnasia y Esgrima La Plata | Argentina      | 2014 - 2016 |
| Seattle Sounders                    | Estados Unidos | 2016 - 2017 |
| San Martín (SJ)                     | Argentina      | 2017 - 2018 |
| San Martín (Tucumán)                | Argentina      | 2018        |
| Rampla Juniors                      | Uruguay        | 2019        |
| Plaza Colonia                       | Uruguay        | 2019 - 2024 |

## Palmarés

### Campeonatos nacionales
| Título                 | Club                | País           | Año  |
| ---------------------- | ------------------- | -------------- | ---- |
| Campeonato Uruguayo    | Nacional            | Uruguay        | 2009 |
| Torneo Apertura        | Nacional            | Uruguay        | 2008 |
| U.S. Open Cup          | Seattle Sounders FC | Estados Unidos | 2010 |
| U.S. Open Cup          | Seattle Sounders FC | Estados Unidos | 2011 |
| Copa del Emir de Catar | Al-Rayyan           | Catar          | 2013 |
| MLS                    | Seattle Sounders FC | Estados Unidos | 2016 |
| Torneo Apertura        | Plaza Colonia       | Uruguay        | 2021 |